# Taglio-Isolaccio
Taglio-Isolaccio (korziško Tagliu è Isulacciu) je naselje in občina v francoskem departmaju Haute-Corse regije - otoka Korzika. Leta 1999 je naselje imelo 535 prebivalcev.

## Geografija
Kraj leži v severovzhodnem delu otoka Korzike 39 km južno od Bastie.

## Uprava
Občina Taglio-Isolaccio, skupaj s sosednjimi občinami Casabianca, Casalta, Croce, Ficaja, Giocatojo, Pero-Casevecchie, Piano, Poggio-Marinaccio, Poggio-Mezzana, Polveroso, La Porta, Pruno, Quercitello, San-Damiano, San-Gavino-d'Ampugnani, Scata, Silvareccio, Talasani in Velone-Orneto, sestavlja kanton Fiumalto-d'Ampugnani s sedežem v La Porti. Kanton je sestavni del okrožja Corte.